# L'Affaire Protheroe (téléfilm, 1986)
Pour les articles homonymes, voir L'Affaire Protheroe (homonymie) et The Murder at the Vicarage.
L'Affaire Prothero ou L'Affaire Protheroe (The Murder at the Vicarage) est un téléfilm policier britannique de la série télévisée Miss Marple, réalisé par Julian Amyes, sur un scénario de T.R. Bowen, d'après le roman L'Affaire Protheroe d'Agatha Christie.
Ce téléfilm en deux parties, qui constitue le 5e épisode de la série, a été diffusé pour la première fois le 25 décembre 1986 sur la BBC.

## Synopsis
Saint Mary Mead, au milieu des années cinquante. Personne n'aime le colonel Protheroe et la plupart des habitants le détestent même, y compris les membres de sa propre famille. Quand il est découvert mort dans le presbytère, un revolver dans sa main droite, tout conclut à un suicide. Mais c'est compter sans le sens de l'observation de Miss Marple qui savait que le colonel était gaucher et qui s'étonne de voir tant de paroissiens impatients de se confesser. L'inspecteur Slack est alors chargé de l'enquête...
.

## Fiche technique
- Titre français : L'Affaire Prothero ou L'Affaire Protheroe
- Titre original (anglais) : The Murder at the Vicarage
- Réalisation : Julian Amyes
- Scénario : T.R. Bowen, d'après le roman L'Affaire Protheroe (1930) d'Agatha Christie
- Décors : Ray London
- Costumes : Juanita Waterson
- Photographie : John Walker
- Montage : Bernard Ashby
- Musique originale : Ken Howard
- Production : George Gallaccio
  - Production exécutive : Guy Slater
  - Production associée : Thea Murray
- Sociétés de production :
  - British Broadcasting Corporation (Royaume-Uni)
  - A&E Television Networks (États-Unis)
  - Seven Network (Australie)
- Durée : téléfilm en deux parties, d'une durée totale de 102 minutes
- Pays d'origine :  Royaume-Uni
- Langue originale : Anglais
- Genre : Policier
- Ordre dans la série : 5e épisode
- Première diffusion :
  -  Royaume-Uni : 25 décembre 1986 sur la BBC.
  -  France : 25 mai 1987 sur La Cinq

## Distribution
- Joan Hickson (VF : Régine Blaess) : Miss Marple
- Paul Eddington (VF : Jacques Deschamps) : le révérend Leonard Clement
- Cheryl Campbell (VF : Marion Game) : Griselda Clement
- Robert Lang (VF : Jean-Claude Robbe) : le colonel Lucius Protheroe
- Polly Adams (VF : Claude Chantal) : Ann Protheroe
- Tara MacGowran (VF : Isabelle Ganz) : Lettice Protheroe
- James Hazeldine (VF : Pierre Fromont) : Lawrence Redding
- Christopher Good (VF : René Bériard) : Christopher Hawes
- Norma West (VF : Marcelle Lajeunesse) : Mrs Lestrange
- Michael Browning (VF : Jacques Dynam) : le docteur Haydock
- David Horovitch (en) (VF : Bernard Woringer) : l'inspecteur Slack
- Ian Brimble (VF : Michel Muller) : le sergent Lake
- Jack Galloway (VF : Michel Muller) : Bill Archer
- Rachel Weaver (VF : Joëlle Fossier) : Mary Wright
- Rosalie Crutchley (VF : Paule Emanuele) : Mrs Price-Ridley
- Barbara Hicks (VF : Nelly Vignon) : Miss Hartnell
- Kathleen Bidmead (VF : Marcelle Lajeunesse) : Miss Wetherby
- Deddie Davies (VF : Paule Emanuele) : Mrs Salisbury
- Tony Brandon (VF : Bernard Woringer) : Fred Abbott
- Kenneth Keeling (VF : René Bériard) : Ned Abbott

## Autour du film
Ce téléfilm ne doit pas être confondu avec Meurtre au presbytère (The Murder at the Vicarage), téléfilm initialement diffusé en 2004, dans le cadre de la seconde série télévisée titrée Miss Marple.